# Flusssystem des Neckar
Flusssystem des Neckar
| Der Neckar, seine wichtigsten Nebenflüsse und deren wichtigste Nebenflüsse ab 20 km Länge |                                      |                                    |                                    | | | | | | | | |

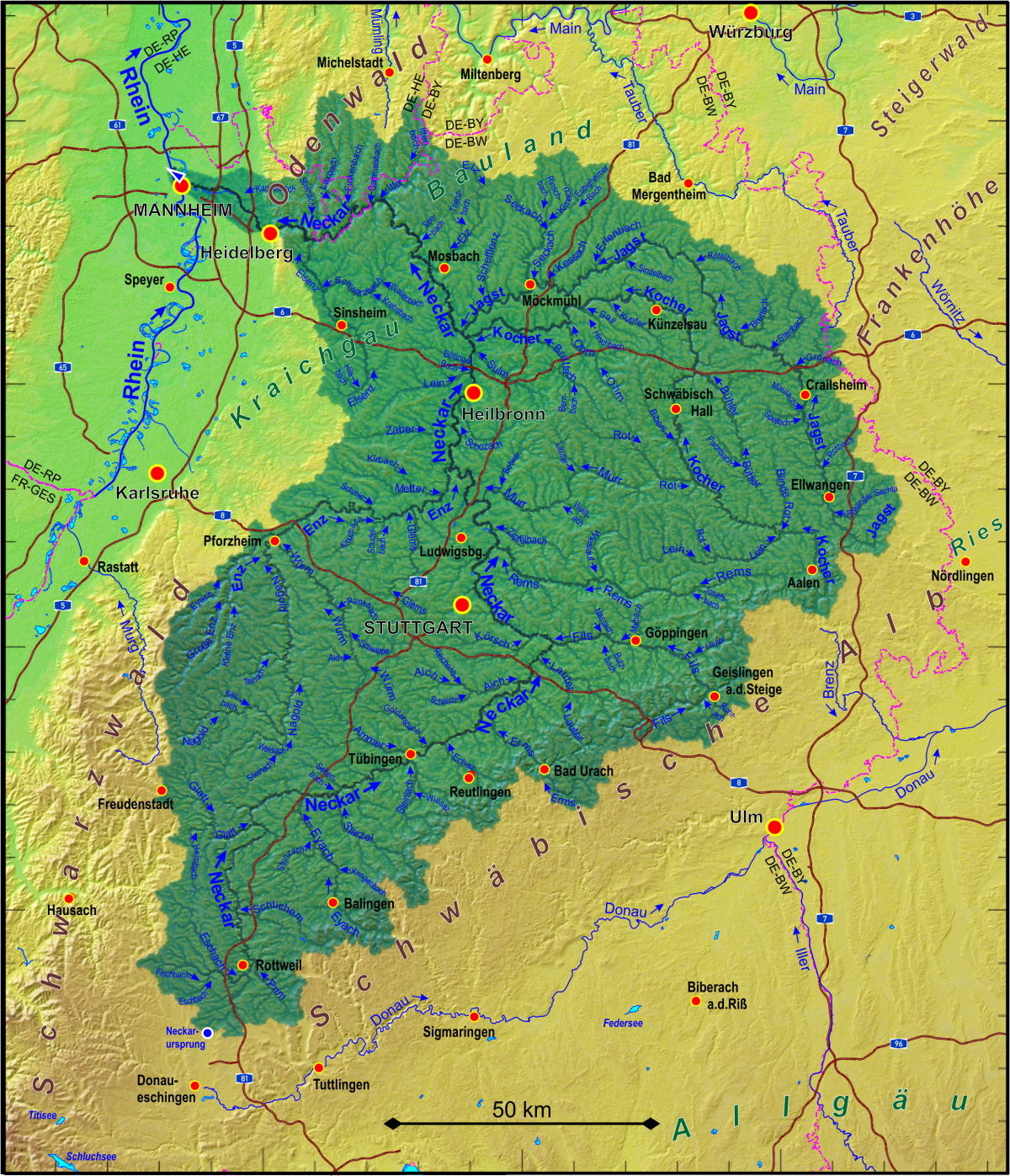
Einzugsgebiet des Neckar

| Darstellungsweise: - Reihenfolge flussaufwärts - Ein Gewässer mündet in denjenigen der darüber aufgelisteten Flussläufe, dessen Name über der Angabe der Einmündungsseite („rechts“/„links“) des mündenden Gewässers beginnt. - Pfeile sind flussabwärts gerichtet und stehen vor geografisch oberen Teilen eines schon vorher erwähnten Flusslaufs. - Können an einem Zusammenfluss beide Partner als Quellflüsse eines dort „beginnenden“ Flusslaufs angesehen werden, so sind sie mit ‚↑ re.‘ und ‚↑ li.‘ gekennzeichnet. Wie bei normalen Flussmündungen bezieht sich das auf denjenigen oberhalb notierten Fluss, dessen Name über die Seitenangabe reicht. - Gewässer von namentlich weniger als 20 km sind mit aufgenommen, wenn sie als Teil eines längeren Wasserlaufs zu betrachten sind. - Längenangaben nach Schrägstrich beziehen sich auf den amtlich definierten Flusslauf im Gegensatz zur traditionellen Verwendung des Namens, oder auf den naturwissenschaftlich längsten Fließweg im Gegensatz zum amtlich definierten Fluss. - Wo der Fließweg aus einem Nebenfluss und dem Abschnitt seines Zielgewässers von seiner Mündung bis zu dessen Mündung länger ist als das Zielgewässer selber, ist der Abstand der Mündung des Zuflusses von Quelle(n) oder Mündung des Zielgewässers angegeben. |                                      |                                    |                                    | | | | | | | | |
| Längste Flüsse in der Tafel: | Längste Flüsse in der Tafel:         | Längste Flüsse in der Tafel:       | Längste Flüsse in der Tafel:       | Kocher • Jagst • Enz • Nagold • Rems • Fils • Lein • Würm • Elsenz • Murr • Eyach Nebenflüsse von Nebenflüssen sind nur in dieser Navigationsleiste kursiv gesetzt. | Kocher • Jagst • Enz • Nagold • Rems • Fils • Lein • Würm • Elsenz • Murr • Eyach Nebenflüsse von Nebenflüssen sind nur in dieser Navigationsleiste kursiv gesetzt. | Kocher • Jagst • Enz • Nagold • Rems • Fils • Lein • Würm • Elsenz • Murr • Eyach Nebenflüsse von Nebenflüssen sind nur in dieser Navigationsleiste kursiv gesetzt. | Kocher • Jagst • Enz • Nagold • Rems • Fils • Lein • Würm • Elsenz • Murr • Eyach Nebenflüsse von Nebenflüssen sind nur in dieser Navigationsleiste kursiv gesetzt. | Kocher • Jagst • Enz • Nagold • Rems • Fils • Lein • Würm • Elsenz • Murr • Eyach Nebenflüsse von Nebenflüssen sind nur in dieser Navigationsleiste kursiv gesetzt. | Kocher • Jagst • Enz • Nagold • Rems • Fils • Lein • Würm • Elsenz • Murr • Eyach Nebenflüsse von Nebenflüssen sind nur in dieser Navigationsleiste kursiv gesetzt. | Kocher • Jagst • Enz • Nagold • Rems • Fils • Lein • Würm • Elsenz • Murr • Eyach Nebenflüsse von Nebenflüssen sind nur in dieser Navigationsleiste kursiv gesetzt. | Kocher • Jagst • Enz • Nagold • Rems • Fils • Lein • Würm • Elsenz • Murr • Eyach Nebenflüsse von Nebenflüssen sind nur in dieser Navigationsleiste kursiv gesetzt. |
| Zufluss in Fließrichtung gesehen von | Zufluss in Fließrichtung gesehen von | Name                               | Name                               | Name | Name | Lage der Mündung | GKZ | Länge [km] | Einzugs- gebiet [km²] | mittlerer Abfluss [m³/s] | Lage der Quellen („Q.“) oder Sonstiges |
| links | Elsenz                               | Elsenz                             | Elsenz                             | Elsenz | Elsenz | Neckargemünd | 238980000 | 053,4 | 0543,1 | 01,9 | |
| rechts | Steinach                             | Steinach                           | Steinach                           | Steinach | Steinach | Neckarsteinach | 238978000 | 022,2 | 0069,5 | 0 | |
| rechts | Laxbach                              | Laxbach                            | Laxbach                            | Laxbach | Laxbach | Hirschhorn | 238960000 | 0,7 / 30 | 0169,9 | 0 | |
| rechts | ↑ li.                                | Finkenbach                         | Finkenbach                         | Finkenbach | Finkenbach | Hirschhorn | 238968000 | 12,5 / 22 | | 0 | |
| rechts | ↑ li.                                | ↑ li.                              | Falkengesäßerbach                  | Falkengesäßerbach | Falkengesäßerbach | Oberzent-Finkenbach | 238968000 | 09,4 | 0022,7 | 0 | |
| rechts | ↑ li.                                | ↑ re.                              | Hinterbach                         | Hinterbach | Hinterbach | Oberzent-Finkenbach | 238968200 | 009,5 | 0017,1 | 0 | |
| rechts | ↑ re.                                | Ulfenbach                          | Ulfenbach                          | Ulfenbach | Ulfenbach | Hirschhorn | 238960000 | 029,3 | 096,2 | | |
| rechts | Itter                                | Itter                              | Itter                              | Itter | Itter | Eberbach | 238940000 | 028,1 | 0168,4 | 0 | |
| rechts | Elz                                  | Elz                                | Elz                                | Elz | Elz | Mosbach-Neckarelz | 238920000 | 038,9 | 0159,3 | 02,0 | |
| rechts | Jagst                                | Jagst                              | Jagst                              | Jagst | Jagst | Bad Friedrichshall-Jagstfeld | 238800000 | 190,2 | 1836,0 | 17,1 | |
| rechts | rechts                               | Schefflenz                         | Schefflenz                         | Schefflenz | Schefflenz | Untergriesheim | 238880000 | 023,6 | 0095,1 | 00,6 | |
| rechts | rechts                               | Seckach                            | Seckach                            | Seckach | Seckach | Möckmühl | 238860000 | 28,8 / 36,9 | 0262,0 | 02,4 | |
| rechts | rechts                               | links                              | Kirnau                             | Kirnau | Kirnau | Adelsheim | 238866000 | 024,0 | 0101,0 | 0 | |
| rechts | rechts                               | Kessach                            | Kessach                            | Kessach | Kessach | Widdern | 238852000 | 024,0 | 0068,2 | 00,6 | |
| rechts | rechts                               | Erlenbach                          | Erlenbach                          | Erlenbach | Erlenbach | Schöntal-Bieringen | 238840000 | 023,4 | 0104,9 | 0 | |
| rechts | rechts                               | Brettach                           | Brettach                           | Brettach | Brettach | Gerabronn-Elpershofen | 238820000 | 027,7 | 180,0 | 0 | |
| rechts | rechts                               | Röhlinger Sechta aus:              | Röhlinger Sechta aus:              | Röhlinger Sechta aus: | Röhlinger Sechta aus: | 1 km ob. Rainau-Schwabsberg | 238812000 | 19,1 / 20,1 | 0090,5 | 00,8 | |
| rechts | rechts                               | ↑ re.                              | Ellenberger Rot                    | Ellenberger Rot | Ellenberger Rot | vor Röhlingen | 238812000 | 0 | 0 | 0 | |
| rechts | rechts                               | ↑ li.                              | Röhlinger Sechta                   | Röhlinger Sechta | Röhlinger Sechta | vor Röhlingen | 238812400 | 0 | 0 | 0 | |
| rechts | Kocher                               | Kocher                             | Kocher                             | Kocher | Kocher | Bad Friedrichshall | 238600000 | 168 / 201 | 1960,0 | 22,5 | |
| rechts | links                                | Brettach                           | Brettach                           | Brettach | Brettach | Neuenstadt am Kocher | 238680000 | 041,0 | 0153,7 | 01,4 | |
| rechts | links                                | Ohrn                               | Ohrn                               | Ohrn | Ohrn | Ohrnberg | 238678000 | 032,6 | 0153,6 | 01,7 | |
| rechts | links                                | Sall                               | Sall                               | Sall | Sall | südöstl. Sindringen | 238676000 | 020,6 | 0052,5 | 0 | |
| rechts | links                                | Kupfer                             | Kupfer                             | Kupfer | Kupfer | Forchtenberg | 238674000 | 025,6 | 0072,5 | 0 | |
| rechts | rechts                               | Bühler                             | Bühler                             | Bühler | Bühler | Braunsbach-Geislingen | 238660000 | 048,6 | 0277,1 | 01,6 | |
| rechts | links                                | Bibers                             | Bibers                             | Bibers | Bibers | bei Rosengarten-Westheim | 238654000 | 021,8 | 0063,3 | 0 | |
| rechts | links                                | Rot                                | Rot                                | Rot | Rot | Gaildorf-Unterrot | 238640000 | 037,1 | 0137,5 | 01,8 | |
| rechts | links                                | Blinde Rot od. Adelmannsfelder Rot | Blinde Rot od. Adelmannsfelder Rot | Blinde Rot od. Adelmannsfelder Rot | Blinde Rot od. Adelmannsfelder Rot | Abtsgmünd-Schäufele | 238632000 | 028,2 | 0060,7 | 0 | |
| rechts | links                                | Lein                               | Lein                               | Lein | Lein | Abtsgmünd, 24,7 u. 20,4 km nach den Kocherquellen | 238620000 | 057,0 | 0249,7 | 03,6 | |
| rechts | rechts                               | Weißer Kocher                      | Weißer Kocher                      | Weißer Kocher | Weißer Kocher | Unterkochen | 238612000 | 003,2 | 0009,0 | 02,9 | |
| rechts | ↑ Schwarzer Kocher                   | ↑ Schwarzer Kocher                 | ↑ Schwarzer Kocher                 | ↑ Schwarzer Kocher | ↑ Schwarzer Kocher | Unterkochen | 238600000 | 007,5 | 0 | 0 | |
| rechts | Sulm                                 | Sulm                               | Sulm                               | Sulm | Sulm | Bad Friedrichshall | 238580000 | 026,2 | 0122,0 | 00,9 | |
| links | Lein                                 | Lein                               | Lein                               | Lein | Lein | Heilbronn-Neckargartach | 238560000 | 027,5 | 0110,0 | 0 | |
| rechts | Schozach                             | Schozach                           | Schozach                           | Schozach | Schozach | Heilbronn-Sontheim | 238540000 | 025,6 | 0093,5 | 0 | |
| links | Zaber                                | Zaber                              | Zaber                              | Zaber | Zaber | Lauffen | 238520000 | 022,4 | 0113,8 | 00,8 | |
| links | Enz                                  | Enz                                | Enz                                | Enz | Enz | Besigheim | 238400000 | 105 / 150 | 2228,6 | 23,3 | |
| links | links                                | Metter                             | Metter                             | Metter | Metter | Bietigheim | 238480000 | 0028,0 | 0133,0 | 0 | |
| links | rechts                               | Glems                              | Glems                              | Glems | Glems | Markgröningen-Unterriexingen | 238460000 | 0047,0 | 0199,5 | 01,0 | |
| links | rechts                               | Strudelbach                        | Strudelbach                        | Strudelbach | Strudelbach | Vaihingen-Enzweihingen | 238458000 | 15,3 / 22,7 | 0127,3 | 0 | |
| links | rechts                               | links                              | Kreuzbach                          | Kreuzbach | Kreuzbach | Vaihingen-Enzweihingen | 238458200 | 0021,3 | 0071,7 | 0 | am Zusammenfluss länger |
| links | rechts                               | Nagold                             | Nagold                             | Nagold | Nagold | Pforzheim, 59,5 km vor der Enzmündung | 238440000 | 0090,7 | 1144,0 | 011,6 | |
| links | rechts                               | rechts                             | Würm                               | Würm | Würm | Pforzheim, 59,5 km vor der Enzmündung | 238448000 | 53,9 / 54,8 | 0418,3 | 03,0 | Q. bei Holzgerlingen |
| links | rechts                               | rechts                             | ↑ re.                              | Altdorfer Würm | Altdorfer Würm | Ehningen-Mauren | 238448120 | 0 | 0 | 0 | |
| links | rechts                               | rechts                             | ↑ li.                              | (Hildrizhauser) Würm | (Hildrizhauser) Würm | Ehningen-Mauren | 238448000 | 0 | 0 | 0 | |
| links | rechts                               | rechts                             | Waldach                            | Waldach | Waldach | Nagold | 238444000 | 024,7 | 0157,1 | 0 | |
| links | rechts                               | Kleine Enz                         | Kleine Enz                         | Kleine Enz | Kleine Enz | Bad Wildbad-Calmbach | 238418000 | 020,0 | 0088,0 | 0 | |
| links | ↑ li.                                | Kaltenbach                         | Kaltenbach                         | Kaltenbach | Kaltenbach | Enzklösterle-Gompelscheuer | 238411400 | 005,5 | 0008,1 | 0 | |
| links | ↑ re.                                | Poppelbach                         | Poppelbach                         | Poppelbach | Poppelbach | Enzklösterle-Gompelscheuer | 238400000 | 005,3 | 0009,9 | 0 | |
| rechts | Murr                                 | Murr                               | Murr                               | Murr | Murr | Marbach | 238380000 | 051,5 | 0507,4 | 05,6 | |
| rechts | Rems                                 | Rems                               | Rems                               | Rems | Rems | Neckarrems | 238360000 | 078,4 | 0568,4 | 07,0 | |
| rechts | rechts                               | Wieslauf                           | Wieslauf                           | Wieslauf | Wieslauf | Schorndorf | 238366000 | 023,7 | 0077,2 | 0 | |
| links | Körsch                               | Körsch                             | Körsch                             | Körsch | Körsch | Esslingen / Deizisau | 238320000 | 027,5 | 0130,1 | 0 | |
| links | links                                | Aischbach                          | Aischbach                          | Aischbach | Aischbach | Stuttgart-Möhringen | 238321200 | 002,8 | 0002,9 | 0 | |
| links | ↑ Sindelbach                         | ↑ Sindelbach                       | ↑ Sindelbach                       | ↑ Sindelbach | ↑ Sindelbach | Stuttgart-Möhringen | 238320000 | 005,7 | 0 | 0 | |
| rechts | Fils                                 | Fils                               | Fils                               | Fils | Fils | Plochingen | 238200000 | 062,9 | 0706,9 | 09,9 | |
| rechts | (Lenninger) Lauter                   | (Lenninger) Lauter                 | (Lenninger) Lauter                 | (Lenninger) Lauter | (Lenninger) Lauter | Wendlingen | 238194000 | 22,9 / 25,8 | 0191,2 | 02,9 | |
| rechts | links                                | Schwarze Lauter                    | Schwarze Lauter                    | Schwarze Lauter | Schwarze Lauter | Lenningen | 238194140 | 002,0 | 0 | 0 | |
| rechts | ↑ Weiße Lauter                       | ↑ Weiße Lauter                     | ↑ Weiße Lauter                     | ↑ Weiße Lauter | ↑ Weiße Lauter | Lenningen | 238194000 | 003,5 | 0 | 0 | |
| links | Aich                                 | Aich                               | Aich                               | Aich | Aich | Nürtingen | 238180000 | 30,4 / 35,2 | 0179,0 | 01,3 | Q. bei Holzgerlingen |
| links | rechts                               | Schaich                            | Schaich                            | Schaich | Schaich | Aichtal-Neuenhaus, 11,6 km vor Aichmündung | 238186000 | 023,6 | | | Q. 1 km südl. der der Altdorfer Würm |
| rechts | Erms                                 | Erms                               | Erms                               | Erms | Erms | Neckartenzlingen | 238176000 | 032,7 | 0179,2 | 03,3 | |
| rechts | Echaz                                | Echaz                              | Echaz                              | Echaz | Echaz | Kirchentellinsfurt | 238172000 | 022,8 | 0115,0 | 02,0 | |
| links | Ammer                                | Ammer                              | Ammer                              | Ammer | Ammer | Tübingen-Lustnau | 238160000 | 022,5 | 0238,3 | 0 | |
| links | links                                | Aischbach                          | Aischbach                          | Aischbach | Aischbach | 0,26 km nach der Quelle | 238161200 | 004,6 | 0017,8 | 0 | wasserreicher |
| rechts | Steinlach                            | Steinlach                          | Steinlach                          | Steinlach | Steinlach | bei Tübingen | 238158000 | 025,8 | 0141,6 | 01,8 | |
| rechts | links                                | Weiherbach                         | Weiherbach                         | Weiherbach | Weiherbach | Mössingen-Talheim | 238158120 | 003,7 | 009,3 | 0 | am Zusammenfluss länger |
| rechts | Starzel                              | Starzel                            | Starzel                            | Starzel | Starzel | Rottenburg-Bieringen | 238152000 | 042,8 | 0177,4 | 01,9 | |
| rechts | Eyach                                | Eyach                              | Eyach                              | Eyach | Eyach | Eutingen im Gäu-Eyach | 238140000 | 050,4 | 0349,0 | 03,1 | |
| links | Glatt                                | Glatt                              | Glatt                              | Glatt | Glatt | Horb-Neckarhausen | 238120000 | 034,2 | 0234,3 | 04,1 | |
| links | rechts                               | Heimbach                           | Heimbach                           | Heimbach | Heimbach | Dornhan-Leinstetten | 238126000 | 024,6 | 0077,4 | 0 | |
| rechts | Schlichem                            | Schlichem                          | Schlichem                          | Schlichem | Schlichem | Epfendorf | 238116000 | 034,4 | 0105,2 | 0 | |
| rechts | Prim                                 | Prim                               | Prim                               | Prim | Prim | Rottweil | 238114000 | 021,2 | 0141,0 | 0 | |
| links | Eschach                              | Eschach                            | Eschach                            | Eschach | Eschach | Rottweil-Bühlingen | 238112000 | 037,9 | 0218,0 | 02,5 | länger u. wasserreicher als Neckar |
| links | rechts                               | Fischbach (Eschach)                | Fischbach (Eschach)                | Fischbach (Eschach) | Fischbach (Eschach) | Horgen | 238112600 | 6,3 / 18,7 | 0 | 0 | kürzer aber wasserreicher |
| links | rechts                               | ↑ li.                              | Eschbach                           | Eschbach | Eschbach | Niedereschach-Fischbach | | 007,5 | | 0 | |
| links | rechts                               | ↑ re.                              | Glasbach (Vorderbach)              | Glasbach (Vorderbach) | Glasbach (Vorderbach) | Niedereschach-Fischbach | 238112600 | 012,4 | | 0 | |